# زبان آتش
«زبان آتش» یا «تفنگت را زمین بگذار» نام تک‌آهنگی در آواز دشتی به خوانندگی و آهنگسازی محمدرضا شجریان با شعری از فریدون مشیری و تنظیم مجید درخشانی است که در واکنش به حوادث پس از انتخابات ریاست جمهوری سال ۱۳۸۸ و در حمایت از معترضان خوانده شده‌است.